# 人間の条件 (アンドレ・マルロー)
『人間の条件』(にんげんのじょうけん、フランス語: La Condition humaine, 英語: The Human Condition)は、アンドレ・マルローの小説。1927年に中国・上海で起きた共産主義者の扇動による労働者の武装蜂起（上海クーデター）の失敗と中国革命の経過に飲み込まれていく様々な人々のグループが直面していく生きることの葛藤を描いたものである。 これは1928年の『征服者』("The Conquerors")、1930年の『王道』("The Royal Way")とともにアジアの革命に関係した三部作を形成している。

## あらすじ
この小説は、1927年の中国の主に上海での3月21日午前零時の場面から、血の4月を経て7月まで22日間の出来事とそこでの社会主義者の蜂起への扇動やそれに巻き込まれた人々を描いている。
主要な登場人物は4人で、テロリストの陳、陳の仲間で日仏混血の清・ジゾール、ロシア人のカトフ、そして変わり者の世捨て人、クラピック男爵。彼らの一人ひとりの心の煩悶はこの物語の中で複雑に織りなされていく。
テロリスト陳は、北部軍閥政府が支配する上海で、武器仲買人を殺して武器引き渡しの命令書を奪い、武装蜂起のための拳銃を手に入れる。この殺人によって陳の孤独は深まるが、暴動は成功する。暗殺後、彼は死者の亡霊に囚われ、単に殺したいという願望を抱き、それによってテロリストとしての義務、彼の人生を支配する義務を果たそうとする。これは男を暗殺して以来、死に非常に近い結果である。彼は死と必然性に対する彼の無力さに悩まされているので、彼はただ彼の苦痛を終わらせるために死を渇望する。
清・ジゾールは労働者蜂起の指導者であり、すべての人が外力に支配されるのではなく、自分自身の意味を選択するべきであると信じている。彼は物語の大部分を、国民革命軍ではなく労働者の手に権力を維持し、彼と彼の妻、メイとの間の対立を解決するために費やしている。彼は最終的に捕らえられ、自己決定の最終的な行為で、シアン化物で彼自身の命を奪うことを選択する。
カトフは以前、ロシア内戦中に死刑に直面し、最後の瞬間に救われたため、心理的な耐性を感じている。清の死を目の当たりにした彼は、革命家たちが一人ずつ連れ出され、外で待っている蒸気機関車の部屋に生き生きと投げ込まれ、自分の番が来たら自分の青酸カリを使うつもりで、ある種の穏やかな分離で見守っている。しかし、2人の若い中国人活動家が生きたまま火刑に処せられることを恐れて震えながら話すのを聞いて、彼は彼らに青酸カリを与え、彼自身はより恐ろしい死に直面する。そこで、彼は弱い仲間との自己犠牲と連帯の行為で死ぬ。
クラピック男爵はフランスの商人で、密輸業者、そして強迫的な賭博者でもある。彼は清が銃の輸送を手に入れるのを手伝い、後に清は48時間以内に街を離れないと殺されると言われる。清に警告する途中で、クラピックはギャンブルに巻き込まれ、止めることができなくなる。彼はギャンブルを「死なずに自殺する」ことのできるものと考えている。クラピックはとてもユーモアがあり、いつも陽気だが、内面的には煩悶を抱え込んでいる。彼は後に船乗りに扮して上海から脱出を企てる。

## 登場人物
陳
暗殺者。ジゾールのかつての教え子
清・ジゾール
反乱のリーダーでコミュニスト。
クラピック男爵
フランスの商人で密輸業者。
老ジゾール
北京大学の社会学のかつての教授であり、清の父でアヘン中毒者、清と陳の相談相手。
メイ・ジゾー
上海生まれの清の妻でドイツ人医師。
カトフ
暴動の主催者の一人であるロシア人であり、彼は反逆罪で焼き殺される。
エンメルリック
ベルギーの蓄音機ディーラー
蒲
日本の画家。老ジゾーの義兄。
フェラル
フランス商工会議所の会長であり、フランスアジアコンソーシアムの責任者。ヴァレリーを物として所有したい欲求を持ち、彼女との関係に苦しんでいる。
ヴァレリー
フェラルのガールフレンド。
ケーニヒ
蔣介石配下の警察署長
スアン
チェンを助けた若い中国人テロリスト、後に陳が殺されたのと同じ攻撃で逮捕される。
ペイ
チェンのヘルパー。

## 受賞歴
この本は1933年にゴンクール賞を受賞し、1999年にはル・モンド20世紀の100冊で5位に選ばれた。出版以来、この小説の推定総販売数（フランス語）はすべての版の通算で500万部となり、ゴンクール賞の歴史の中で最大のベストセラーになった。

## 批評家の見解
ジャーナリストのクリストファー・ヒッチェンスは、マルローが中国でほとんど時間を過ごしていなかったことを指摘しながら、この小説は「世界情勢におけるアジアの重要性の高まりを指摘した。特に上海での苦しみと激動の壮大な瞬間を描写している（近年、それはセルゲイ・エイゼンシュタインにより撮影された）;そしてそれは共産主義と共産主義者への大きな敬意を示し、同時にモスクワによって裏切られた革命の悲劇を呼び起こした。」 マルローの伝記作家オリヴィエ・トッドはこの小説を「それは真実でも誤りでもなかったが、経験したことである」と述べ、マルローの描く中国自体は「細部が真実でも全体的に誤りでもないが、それでも想像上のものである」と述べている。苦力(クーリー)、タケノコ、アヘン喫煙者、貧困者、売春婦など、中国の従来の考えを完全に打ち破ることはできていない。」
1972年のマクドナルド訳のペンギン版は、裏表紙にマルローが上海の「革命委員会のメンバー」であったと記載しているが、この主張は誤りである。アンドレ・マルローの妻クララ・マルローによると、彼女とアンドレは1931年、つまり描かれている出来事の約4年後まで中国を訪れていなかった。

## 映画化
『人間の条件』を映画化しようとする試みは4回あり、最初に最初にこの企画に手を付けたのは、フレッド・ジンネマンで映画製作会社のメトロ・ゴールドウィン・メイヤーに「人間の条件」の映画化を売り込むのに3年を費やし、1969年11月に撮影が開始される1週間前にこの制作をキャンセルした。独立プロデューサーのシドニー・ベッカーマンは、1979年に小説を直接映画化するためにコスタ・ガヴラスを雇ったが、中華人民共和国文化省が国内での撮影の許可を拒否したため、プロジェクトは中止された。
イタリアの監督ベルナルド・ベルトルッチは、1980年代に小説を映画化することを中国政府に提案した。彼らは彼の代替案である『ラストエンペラー』の方を希望した。これは、中国の最後の皇帝、愛新覚羅溥儀の生涯に基づいた伝記映画で1987年に公開された。
2001年、米国の映画製作者マイケル・チミノは、『人間の条件』の映画版を制作すると発表したが 、彼の死去で、プロジェクトが実現されることはなかった。

## 他言語版（抜粋）
WorldCatのリストによると『人間の条件』は、少なくとも17言語版の翻訳が刊行されている。英語には二度翻訳されている。どちらの翻訳も1934年に刊行されており、一つはホーコン・シュヴァリエによってMan's Fateというタイトルで、さらにニューヨークのハリソン・スミス&ロバート・ハースによって出版され、1936年からモダンライブラリーの一つとしてランダムハウスによって再出版されている。もう一つは、ロンドンのメシューエンによって出版され、1948年にアラステア・マクドナルドの訳で、Storm in Shanghaiというタイトルで同じ出版社から復刊、1961年にペンギンのポケットブックスにMan's Estateのタイトルで収録されている。目下のところ、シュヴァリエの翻訳のみが、手に入れることのできる唯一のものである。
- （中国語）人的命运 Ren De Mingyun. (Chengdu: Sichuan wenyi chu ban she,  1996) ISBN 7541116122
- （英語）Haakon Chevalier. Man's Fate. (New York: Modern Library,  1934)
- （英語）Alistair Macdonald, tr. Storm in Shanghai Methuen 1934 reissued as Man's Estate, 1948
- （フィンランド語）Juha Mannerkorpi, tr. Sielujen kapina [the rebellion of souls] (Helsinki: Tammi, 1947) ISBN 9513006530
- （ヘブライ語）Yitzhak Shenhar, tr.  חיי אנוש  Haye-Enosh : Roman. (Tel Aviv: Avraham Yosef Shtibel,  1935
- （朝鮮語）인간의조건 Ingan Chokon (Seoul: Hongsin Munhwasa,  2012) ISBN 9788970552156
- （ポーランド語）Adam Wazyk, tr.. Dola Czlowiecza. (Wroclaw [u.a]: Zaklad Narodowy Im. Ossolinskich,  2001) ISBN 8304045729
- （スペイン語）César A. Comet and Mario Vargas Llosa, tr. La Condición Humana. (Barcelona: Círculo de Lectores,  2001) ISBN 8422686821
- （スウェーデン語）Axel Claëson, tr. Människans lott (Stockholm: Tiden, 1934)
- （トルコ語）Ali Berktay, tr. Insanlik Durumu (Istanbul: Iletisim Yayinlari,  2003) ISBN 9750500296
- （イディッシュ語）Solomon Levadi, tr. דער גורל פון מענטשDer Goyrl Fun Mentsh. (Varshe: Yidishe universal-bibliotek,  2000)
- （日本語）新庄嘉章（訳）『上海の嵐』改造社 (のちに小松清・新庄嘉章（共訳）『人間の条件』三笠書房、1951年、新潮社、1962年)

## その他
1958年、哲学者のハンナ・アーレントは彼女の哲学的な著作の中心的な大作『人間の条件』を発表した。その英語名は、マルローの本のフランス語のタイトルと同じである。混乱を避けるために、アーレントの本は当初フランス語で『現代人の条件』(The Condition of the Modern Man) として翻訳され、次に『人間の条件』(L'Humaine Condition)として翻訳された。日本語訳は、これを踏襲して『人間の条件　The human Condition』となっている。ドイツ語版のタイトルは、Vita activa oder vom tätigen Leben(活動的生について)である。その他にこのタイトルを持つものについては人間の条件 (曖昧さ回避)も参照。